# 费利克斯·库洛夫
费利克斯·沙尔申巴耶维奇·库洛夫（羅馬化：Feliks Sharshenbayevich (Sharshenbay uulu) Kulov；1948年10月29日—），出生于比什凯克，吉尔吉斯斯坦政治家，郁金香革命后曾任吉尔吉斯斯坦总理。
| 前任： 库尔曼别克·巴基耶夫(代理) | 吉尔吉斯斯坦总理 2005年-2006年     | 繼任： '费利克斯·库洛夫'(代理) |
| 前任： 费利克斯·库洛夫           | 吉尔吉斯斯坦代理总理 2006年-2007年 | 繼任： 阿齐姆·伊萨别科夫       |